# 大乘法王
大乘法王，明朝授予乌思藏藏传佛教萨迦派领袖人物的封号，三大法王之一，地位次于大宝法王。
明朝在西藏地方除了封授四个政教首领为王外，还分封藏传佛教三大教派领袖人物为“法王”，“因其俗尚，用僧徒化导”。贡噶扎西坚赞（1349—1425），《明史》称为“昆泽思巴”。出身于萨迦派的细脱拉章，为囊卡来巴之曾孙。一说出身于萨迦派的拉康拉章，为元朝帝师贡噶坚赞之孙。少年时随大元细脱巴贡噶仁钦和萨桑弥底两人出家为僧，学习萨迦教法，后曾为萨迦寺制定修习仪轨，并为萨迦法座作出长远计划和精心安排，从而使萨迦教法得以弘扬光大。永乐八年（1410年），明成祖派遣中官入藏召贡噶扎西。他应诏于永乐十年（1412年）从萨迦动身入朝，永乐十一年（1413年）二月，贡噶扎西至南京，明成祖召见，赐藏经、银钞等物，五月永乐帝封他为“万行圆融妙法最胜真如慧智弘慈广济护国演教正觉大乘法王西天上善金刚普应大光明佛领天下释教”，简称“大乘法王”，赐印诰。礼遇在大宝法王下，大慈法王上。后萨迦派僧多袭有此号。成化四年（1468年），有大乘法王完卜，弘治元年（1488年），有大乘法王桑加瓦。正德五年（1510年）派遣其徒绰吉我些儿入贡。明武宗封绰吉我些儿为大德法王。正德十年（1515年），完卜锁南坚参巴尔藏卜袭大乘法王。

## 延伸阅读
[在维基数据编辑]
 《明史卷三百三十一》，出自《明史》